# Дніпро (регбійний клуб)
«Дніпро́» — український регбійний клуб з Дніпропетровська. Виступає у Вищій лізі. Заснований у 2009 році.

## Історія
Клуб було створено у 2009 році колишніми гравцями регбійного клубу "Прес". Першим тренером став майстер спорту СССР з регбі Олександр Селезень. 
За короткий проміжок часу команда стала перетворюватись з аматорської на професійну. Була відтворена Федерація регбі Дніпропетровської області яку очолив спочатку Олександр Селезень, а з 2011 року був обраний Денис Давидов. Клуб отримав право на участь у Вищій лізі Чемпіонату України з регбі-15. Та у 2016 році зайняв друге місце у Вищий лізі України.

## Стадіон
Домашньою ареною команди є стадіон Петра Лайка або «ВРЗ», що розташований у лівобережній частині Дніпропетровська. 

## Дніпро-М
У 2012 році на базі РК «Дніпро» був утворений фарм-клуб «Дніпро-М», за який виступає молодь до 23 років. Клуб грає у молодіжній лізі Чемпіонату.

## Сезон 2013

### Основна команда

#### Груповий етап (Схід)
Результати
| Команда          | Вдома | На виїзді |
| ---------------- | ----- | --------- |
| «Море» Феодосія  | 18:26 | 24:12     |
| «Олімп» Харків   | 0:90  | 179:15    |
| «ТЕХ-А-С» Харків | 5:15  | 10:3      |

#### Турнірна таблиця
| Місце | Команда                  | Ігор | В | Н | П | РРО    | О  |
| ----- | ------------------------ | ---- | - | - | - | ------ | -- |
| 1     | «Олімп» Харків           | 6    | 6 | 0 | 0 | 701-18 | 30 |
| 2     | «ТЕХ-А-С» Харків         | 6    | 4 | 0 | 2 | 65-254 | 16 |
| 3     | «Море» Феодосія          | 6    | 2 | 0 | 4 | 58-261 | 9  |
| 4     | «Дніпро» Дніпропетровськ | 6    | 0 | 0 | 6 | 53-344 | 1  |

### Молодіжна команда

#### Результати
| Команда                 | Вдома  | На виїзді |
| ----------------------- | ------ | --------- |
| «Академія» Одеса        | 0:87   | 133:0     |
| «Гірник» Кривий Ріг     | 21:32  |           |
| «КІПУ» Сімферополь      |        | 43:0      |
| «Політехнік» Київ       | 17:100 |           |
| «Тигри Донбасу» Донецьк |        | 69:3      |
| «УІПА» Харків           | 0:39   |           |

#### Турнірна таблиця
| Місце | Команда                    | Ігор | В | Н | П | РРО     | О  |
| ----- | -------------------------- | ---- | - | - | - | ------- | -- |
| 1     | «Академія» Одеса           | 7    | 6 | 0 | 1 | 437-59  | 30 |
| 2     | «Політехнік» Київ          | 6    | 5 | 0 | 1 | 341-69  | 26 |
| 3     | «Тигри Донбасу» Донецьк    | 6    | 5 | 0 | 1 | 191-94  | 24 |
| 4     | «Кривбас» Кривий Ріг       | 7    | 4 | 0 | 3 | 123-182 | 18 |
| 5     | «УІПА» Харків              | 6    | 2 | 0 | 4 | 116-173 | 11 |
| 6     | «КІПУ» Сімферополь         | 7    | 1 | 0 | 6 | 93-262  | 7  |
| 7     | «Дніпро-М» Дніпропетровськ | 7    | 0 | 0 | 7 | 41-503  | 0  |